# 定免法
定免法（じょうめんほう）とは、江戸時代における年貢徴収法のひとつ。

## 概要
起源は平安時代にあって、鎌倉時代、室町時代、豊臣時代にも用いられたが、広く用いられたのは江戸時代である。
従来の年貢徴収法は、年毎に収穫量を見てその量を決める検見法（けみほう）が採用されていたが、これでは収入が安定しないので、享保の改革の一環で導入された。享保7年（1722年）のことであったとされる。
定免法では、過去5年間、10年間または20年間の収穫高の平均から年貢率を決めるもので、豊凶に関わらず数年間は一定の年貢高を納めることになった。しかし、余りにも凶作のときは「破免」（年貢の大幅減）が認められることがあった。
定免の継続期間は享保13年（1728年）3月の触書には5箇年、7箇年、10箇年、15箇年があるが、年期が終わると更に申請して年期を切り替え、従前の税額に増して定免を継続することができた（継年期（つぎねんき））。

## 結果
定免法の実施により幕府の収入は増え、また安定化したと言われる。
破免率は定まらなかったが、享保12年（1727年）に5分以上の損毛は破免とし、13年4月に4分以上、19年に3分以上と改めた。
地方によっては検見法が行われる所もあり、従前は検見法が行われていた所が願出によって定免法に変更し、また逆に定免法を廃して検見法に改めるなど様々であった。
定免法は豊凶を考慮しないため、農民に剰余を持たせて逸楽に耽らせ、あるいは凶作時には困窮させ、逃散（ちょうさん）させる傾向があった。
一方で、開墾や農法改良等による増分は、従来の検見法とは異なりすべてが百姓の収入となるために、増産に対する意欲を助長した。
理論通りに行われれば、検見法のほうが負担がより公平になるはずであった。だが幕府側にとっては経費がかかり、農民側では苦労が多く、不正が行われ、調査が確実でないなどの問題があった。そのため、当時の学者の中にはむしろ定免法を採用するべきであると考える者が多かった。
また、郡上一揆のように、定免法から検見法へと変更する事に反対する百姓一揆が起きた例もある。